# Stenotabanus picticornis
Stenotabanus picticornis är en tvåvingeart som först beskrevs av Jacques-Marie-Frangile Bigot 1892.  Stenotabanus picticornis ingår i släktet Stenotabanus och familjen bromsar. Inga underarter finns listade i Catalogue of Life.